# 六本松站

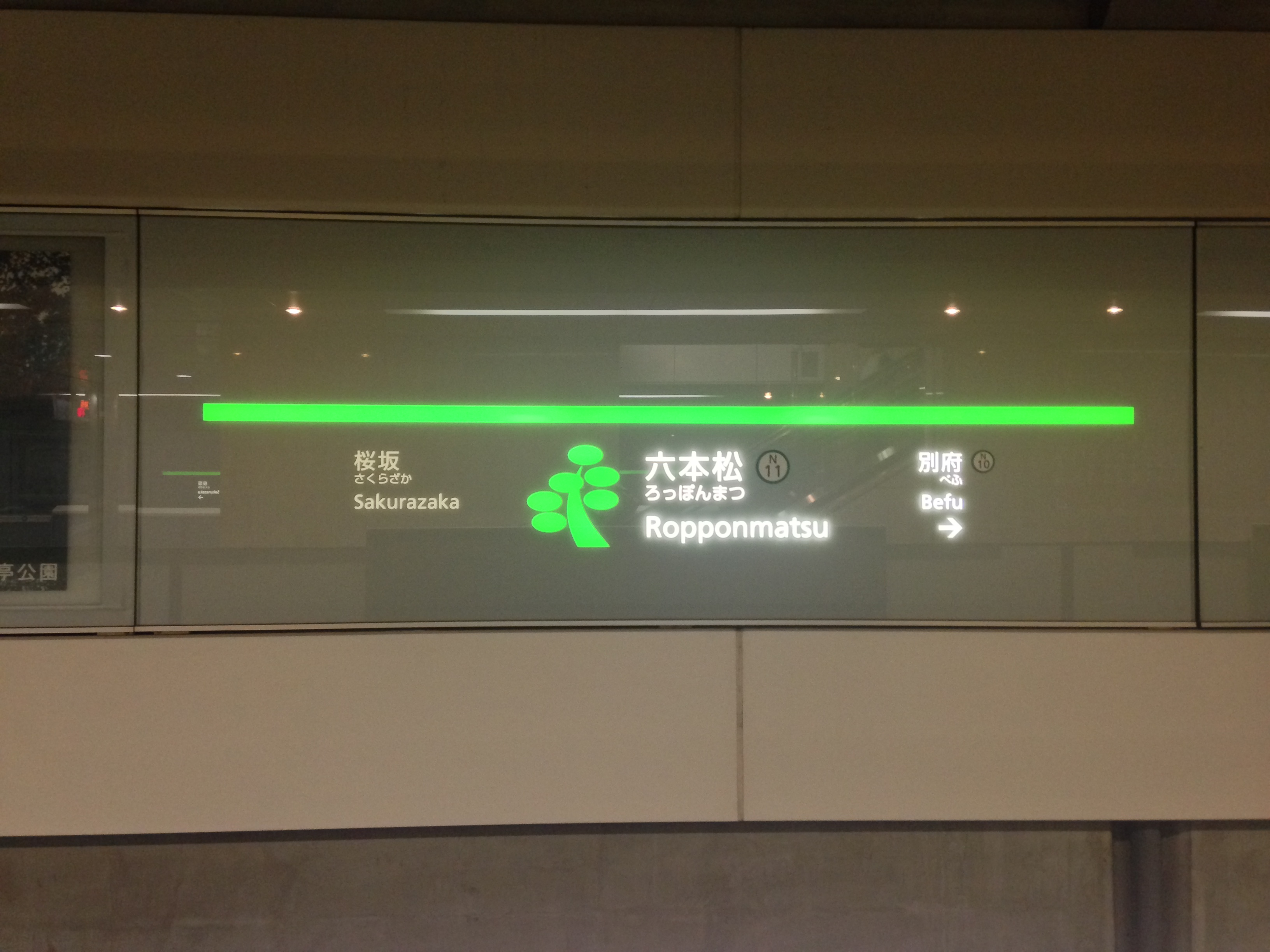
站名牌（2015年6月13日）

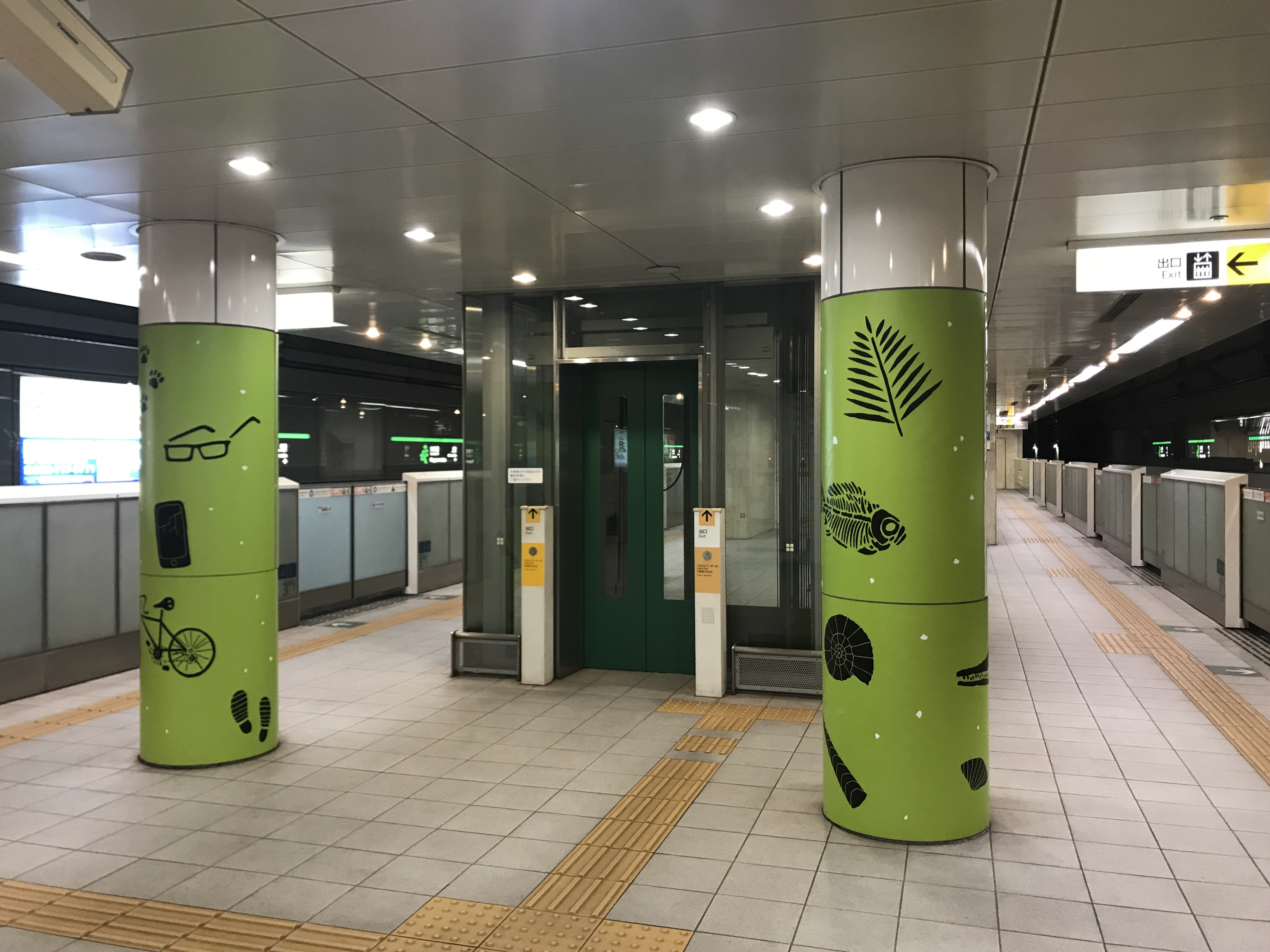
車站月台與升降機

六本松站（日语：／ Roppommatsu eki */?）是一個位於日本福岡縣福岡市中央區六本松四丁目，屬於福岡市地下鐵七隈線的鐵路車站。橋本方向側設有待避線。車站編號是N11。

## 歷史
- 2005年（平成17年）2月3日 - 開業。

## 車站構造
島式月台1面2線的地底車站。出入口被國道202號夾着，共設3個，南側（舊九州大學六本松校園側）設有1號與3號出口，北側設有2號出口。1號出口與3號出口設有升降機，2號出口設有扶手電梯。
兩個出口附近都設有收費自行車停車場。只有2號出口側的自行車停車場設有屋頂。

### 月台配置
| 月台 | 路線   | 目的地                 |
| ---- | ------ | ---------------------- |
| 1    | 七隈線 | 藥院、天神南、博多方向 |
| 2    | 七隈線 | 福大前、橋本方向       |

## 利用狀況
2016年（平成28年）度的1日平均上車人次為4,396人，七隈線開業起10年後首次超過4000人。
開業以後的1日平均上車人次推移如下表。
| 年度               | 1日平均 上車人次 |
| ------------------ | ---------------- |
| 2004年（平成16年） | 3,149            |
| 2005年（平成17年） | 2,717            |
| 2006年（平成18年） | 3,323            |
| 2007年（平成19年） | 3,578            |
| 2008年（平成20年） | 3,742            |
| 2009年（平成21年） | 3,070            |
| 2010年（平成22年） | 3,158            |
| 2011年（平成23年） | 3,348            |
| 2012年（平成24年） | 3,453            |
| 2013年（平成25年） | 3,669            |
| 2014年（平成26年） | 4,136            |
| 2015年（平成27年） | 4,006            |
| 2016年（平成28年） | 4,396            |

## 相鄰車站
福岡市交通局（福岡市地下鐵）
 七隈線
別府（N10）－六本松（N11）－櫻坂（N12）

## 外部連結
- 福岡市地下鐵 六本松站 （页面存档备份，存于）（日語）